# Геологорозвідувальні роботи
Геологорозві́дувальні робо́ти — комплекс спеціальних робіт і досліджень, що здійснюються з метою геологічного вивчення надр.

## Види робіт
- геологічне вивчення виявлених корисних копалин (пошуково-оцінювальні роботи),
- техніко-економічне вивчення умов їхньої експлуатації,
- періодична геолого-економічна оцінка об'єктів робіт.

## Виконання робіт
Геологорозвідувальні роботи, що спрямовані на пошук і розвідку родовищ глинистих порід, належить проводити в послідовності, передбаченій «Положенням про стадії геологорозвідувальних робіт на тверді корисні копалини», затвердженим наказом Комітету України з питань геології та використання надр від 15.02.2000 N 19

## Вивчення корисних копалин
Геологічне вивчення слід спрямовувати на
- вивчення речовинного складу,
- кількості,
- якості
- технологічних властивостей корисної копалини,
- геологічної будови,
- гідрогеологічних умов залягання покладів
- гірничо-геологічних та інших умов залягання покладів

Результатом геологічного вивчення є обґрунтування проектних рішень щодо способу і системи видобутку та схеми комплексної переробки мінеральної сировини.

## Техніко-економічне вивчення
Техніко-економічне вивчення родовищ корисних копалин належить спрямовувати на визначення із зростаючою детальністю гірничотехнічних, географо-економічних, соціально-економічних, економічних та інших умов промислового освоєння виявлених продуктивних покладів, прийнятних способів і технологічних схем видобутку та переробки сировини, а також умов реалізації товарної продукції гірничого виробництва.

## Геолого-економічна оцінка об'єкта геологорозвідувальних робіт
Геолого-економічна оцінка об'єкта геологорозвідувальних робіт включає комплексний аналіз результатів геологічного та техніко-економічного вивчення корисних копалин з метою оцінки їхнього промислового значення шляхом визначення із зростаючою детальністю техніко-економічних показників виробничого процесу та фінансових результатів реалізації товарної продукції майбутнього гірничого підприємства, що проектується.
Постадійні (генеральні) геолого-економічні оцінки об'єктів геологорозвідувальних робіт слід виконувати для визначення
доцільності проведення геологорозвідувальних робіт наступної стадії або залучення їх до експлуатації.

## Стадійніть робіт
Відповідно до прийнятої стадійності геологорозвідувальних робіт виділяються
- початкова,
- попередня
- детальна геолого-економічні оцінки об'єктів геологорозвідувальних робіт [на глинисті породи].

## Проектування геологорозвідувальних робіт
Проектування геологорозвідувальних робіт — визначення методики, техніки, технології та організації геолого-знімальних, геофізичних і гідрогеологічних робіт, пошуків родовищ корисних копалин у конкретному районі, попередньої та детальної розвідки родовищ.

## Організація і фінансування робіт
Зарубіжний підхід до вирішення проблем відтворення МСБ характеризується високою пайовою участю держави у фінансуванні програм як пошукових так і геологорозвідувальних робіт. Пайовий внесок становить в: Австралії 30-40 %, Великій Британії — 33-35 %, Канаді — 38-40 %, США — 50-70 %, Японії — 75-80 %.